# Nikolai Petrovich Vekua
Nikolai Petrovich Vekua (Akhuti, 10 de agosto de 1913 — Tíflis, 16 de abril de 1993) foi um matemático georgiano.

## Obras
- Sistemas de equações integrais singulares e alguns problemas de valores sobre o contorno (em russo), Gos. Izd. tekhn.-teoret. lit., M.-L., 1950, pp. 252
- Systems of singular integral equations. P. Noordhoff-Groninger-Holland, 1967, pp. 216
- Sistemas de equações integrais singulares e alguns problemas de valores sobre o contorno (em russo), Nauka, 1970, pp. 379
- Some problems of the theory of differential equations and applications to mechanics. Nauka, 1991, pp. 255